# EMD GP40-2形ディーゼル機関車
EMD GP40-2は、1972年4月から1986年11月の間にアメリカのGM-EMDが製造した電気式ディーゼル機関車である。搭載するディーゼルエンジンはEMD 645E3型で、最大出力は2,200kW(3,000馬力)である。

## 製造
標準的なGP40-2は861両が製造され、うち817両はアメリカに、44両はメキシコの鉄道会社で導入された。本形式をベースとして、サザン・パシフィック鉄道向け旅客用機関車として1974年にGP40-2Pが3両、カナディアン・ナショナル鉄道とGOトランジット向けにショート・フードを車幅いっぱいまで拡大したGP40-2Wが1974年と1976年に計279両製造され、それらの合計は1,143両である。
GP40-2は売り上げとしては成功したが、その前身となったGP40や同時代のGP38-2、SD40-2よりも少ない。大出力の機関車としては、4動軸の本形式よりも、低速での重量列車牽引に優れる6動軸の機関車が好まれるようになってきていたためである。

## 性能と評価
本形式は、SD40-2と同様に高い信頼性を得て、2008年現在もなお使用されている。モジュール化された電子システムの信頼性はGP40よりも高い。しかしながら、動軸1軸あたりの出力がより高まるということは空転しやすいということを意味し、低速での貨物列車牽引よりも、高速列車牽引に適しているということになった。初期のGP40-2、特にGP40-2Wはすでに製造から30年以上が経過し、多くの一級鉄道では使用をとりやめ、地方の小鉄道に売却されている。

## 外見の特長
GP40-2は、3つのラジエタファンを長い側のフード後部に持つ。発電ブレーキ用ファンを装備する車両は、そのファンがひとつ、フードの中央に位置する。ラジエタの吸気口はのちのGP50よりも小さく、側面の歩み板は踊り場がない。
本形式はDash 2の仕様に則っており、フード(日本でいうボンネット)の長い側の右手上部(運転士側)にエンジン冷却水確認窓を設け、運転室の前にありバッテリー箱のカバーを、ちょうつがいではなくボルト留めにしていた。また、前面の吸気口と後部フードのドアには細かなバリエーションが多数ある。

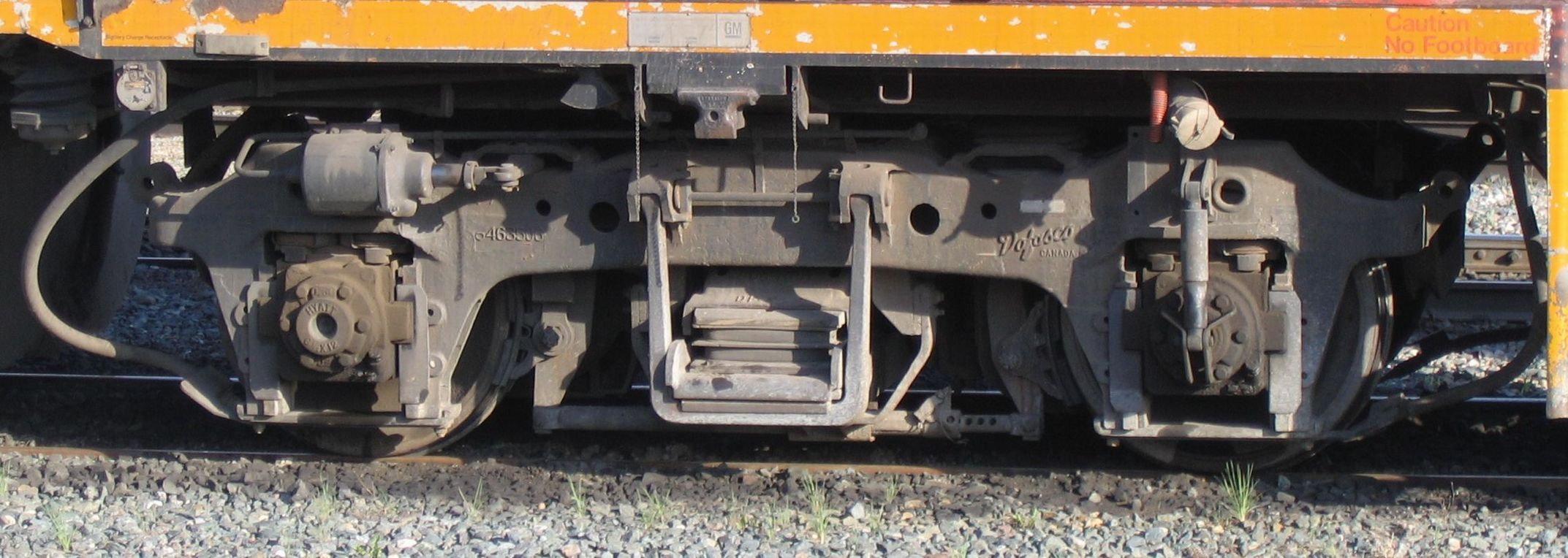
ブロンバーグM形台車。

ほかのDash 2シリーズでは従来のブロンバーグ(Blomberg)B形台車を備えたものも多いが、ほとんどのGP40-2は新型のブロンバーグM形台車を装備した。これは、ブレーキは片側1シリンダーで片押し式であり、台車中央部の板バネの代わりにゴムのパッドを、各軸にショック・ストラット(テレスコピックショックアブソーバー、写真右側の軸に装着されている)を備えたものである。

## 製造時期による違い
製造時期により、多くのマイナーチェンジが施されている。
- フェーズ1: 1972年〜1976年 - ラジエタの吸気口は金網。ショートフードは81インチ(2.06m)。古いタイプのステップ。前部バッテリーボックスがボルト留め。運転室側面のパネルがボルト留め。
- フェーズ2a: 1977年初期〜1979年 - ラジエタの吸気口は波形に。ショートフードを88インチ(2.24m)とするFRA(米国鉄道管理連盟)のクリーンキャブ採用。ステップに切り込みを入れる。バッテリーボックスが新型のヒンジ式に。
- フェーズ2b: 1979年終盤〜1979年 - 運転室側面のパネルが溶接留めになる。
- フェーズ2c: 1979年〜1981年 - EMDのQファン(羽根の形状による型式)採用。マフラーを装着。
- フェーズ3: 1984年〜1986年 - 新型の大型排気ダクトを装備。前部バッテリーボックスがヒンジ式になる。側面のフレームが直線になる。

## 購入会社
- ボストン・アンド・マリン鉄道 - 1977年、18両
- チェシー・システム - 346両
- ウェスタン・パシフィック鉄道 - 1980年〜1981年、15両